# Ahmed Saber
Pour les articles homonymes, voir Saber.
Ahmed Saber (أحمد صابر), de son vrai nom Bennacer Baghdadi, né le 2 juillet 1937 et mort le 20 juillet 1971 à Oran, est l'un des pionniers avec Ahmed Wahby ou Blaoui Houari du genre musical nommé El Asri dans les années 1940, qui est typiquement oranais mais influencé par la musique arabe traditionnelle du Moyen-Orient avec un langage poétique oranais. Il est considéré aussi comme la liaison entre la tradition pré-indépendance, Raï moderne et pop Raï mais aussi l’un des pionniers de la chanson engagée et rebelle. Il est mort à l'âge de 32 ans.

## Biographie
Dès son jeune âge, entre 1953 et 1955, il fréquenta le théâtre où il joue des rôles dans des pièces comme celle de Ahmed Bentouati El Kenz, Hadjouti Bouâlem Zouadj El Youm où celle de Mahièdine Bachtarzi Bent El Waha Anissa Nanoussa, jouée le 10 juin 1955 avec la grande comédienne Keltoum.
Vers la fin des années cinquante, Saber se penche sur la Chanson, et c’est la rencontre avec les Chouyoukhs comme Mohamed Benzerga mais surtout Abdelkader El Khaldi qui lui offrit les textes de Jar Âliya El Hem, Jabouha Jabouha El Djeich Maâ El Jebha, Bakhta, Nous verrons ça qui seront des succès. En 1964, Saber fait la rencontre de Cheikh Omar El Mokrani, un grand poète rebelle qui, comme Saber, observe la débandade d’une partie de la société. Il écrit pour Saber El Ouaktia, une qacida en quatre patries qui assit définitivement la réputation du chanteur qui, avec les deux tubes El Khedma et El Khayenne, fut interpellé par la police générale sur ordre du wali d'Oran qui l'emprisonna pendant quatre jours. Le président Ahmed Benbella, après avoir entendu les deux chansons, ordonna la libération immédiate de l’artiste, avec une remarque adressée au wali en lui demandant de respecter les libertés d’expression.
Il continua à chanter, notamment dans des soirées de mariages, des galas, des salles et des places publiques. Il a écrit des chansons dures, virulentes, tout comme des chansons tendres et sentimentales. Il enregistra aussi des tubes Biyaâ El Batata, Banat Jili, Ghram Ouahran, Youm El Djemaâ, etc.
Ahmed Saber était connu surtout comme étant un chanteur rebelle et engagé avant et après l'indépendance, il a été emprisonné à plusieurs reprises pour son opposition à l'occupant colonial français dans ses chansons et a été censuré par les médias nationaux après l'indépendance, par son opposition au système socio-politique du pays. Il meurt subitement et prématurément le vendredi 19 juillet 1969 à l'âge de 32 ans, à la suite d'une maladie.

## Discographie

### Singles et albums
- Jaouab
- El ouaktia
- El khedma
- Dour biha chibani
- El khayane
- Biyaa el batata

### Compilations
- Bakhta
- Dalek Dale
- El Khedma
- Jaouab
- El Mouloudia